# Postribë
Postribë è una frazione del comune di Scutari in Albania (prefettura di Scutari).
Fino alla riforma amministrativa del 2015 era comune autonomo, dopo la riforma è stato accorpato, insieme agli ex-comuni di Ana e Malit, Berdicë, Dajç, Gur i Zi, Pult, Rrethinat, Shalë, Scutari, Shosh e Velipojë a costituire la municipalità di Scutari.

## Località
Il comune è formato dall'insieme delle seguenti località:
- Mes
- Dragoc
- Boks
- Kullaj
- Myselim
- Drivasto (Drisht)
- Ura e Shenjt
- Domen
- Shakote
- Prekal
- Vile